# Huilkia ushuaiensis
Huilkia ushuaiensis är en djurart som tillhör fylumet slemmaskar, och som beskrevs av Serna de Esteban och Moretto 1968. Huilkia ushuaiensis ingår i släktet Huilkia och familjen Cerebratulidae. Inga underarter finns listade i Catalogue of Life.